# Sergei Wadimowitsch Gorlukowitsch
Sergei Wadimowitsch Gorlukowitsch (russisch Сергей Вадимович Горлукович, englisch Sergey Vadimovich Gorlukovich; * 18. November 1961 in Hrodna, Weißrussische Sozialistische Sowjetrepublik) ist ein ehemaliger sowjetischer, später russischer Fußballspieler.
Der Innenverteidiger spielte bei FK Dinamo Minsk und Spartak Moskau, bevor er nach Deutschland wechselte. Von 1989 bis 1992 stand er bei Borussia Dortmund (44 Spiele, 1 Tor) unter Vertrag. 1992 wurde er mit Dortmund deutscher Vizemeister. Von 1992 bis 1995 spielte er für Bayer Uerdingen (50 Spiele, 3 Tore) in der Bundesliga. In der Saison 1993/94 spielte er 30 Spiele in der 2. Liga und schoss dabei 3 Tore. Insgesamt spielte er in der 1. und 2. Bundesliga 124 Spiele und schoss dabei 7 Tore. 1995 wechselte er zu Spartak Moskau und von dort zu FK Moskau, wo er 2002 seine aktive Spielerkarriere beendete.
Gorlukowitsch bestritt zwischen 1990 und 1996 insgesamt 38 Spiele für die sowjetische und die russische Fußballnationalmannschaft und schoss dabei ein Tor (1988).

## Erfolge
- Goldmedaille bei den Olympischen Sommerspielen 1988
- Deutscher Vize-Meister (Borussia Dortmund): 1992
- Russischer Pokalsieger: 1998
- Russischer Meister: 1995, 1996, 1997, 1998